# Baskervilles hund (film, 1939)
Baskervilles hund är en amerikansk film från 1939 i regi av Sidney Lanfield. Det är en av många filmatiseringar av Arthur Conan Doyles Sherlock Holmes-roman Baskervilles hund från 1902. Filmatiseringen blev den första i en lång rad filmer med Basil Rathbone som Sherlock Holmes och Nigel Bruce som Doktor Watson.

## Rollista
- Basil Rathbone - Sherlock Holmes
- Nigel Bruce - Dr. Watson
- Richard Greene - Sir Henry Baskerville
- Wendy Barrie - Beryl Stapleton
- Lionel Atwill - James Mortimer
- John Carradine - Barryman
- Barlowe Borland - Frankland
- Beryl Mercer - Jennifer Mortimer
- Morton Lowry - John Stapleton
- Ralph Forbes - Sir Hugo Baskerville
- E.E. Clive - Cabby